# Oumar Ly Tatam
Oumar Ly Tatam (París, Francia, 28 de noviembre de 1963) es un político y economista franco-maliense. 

## Biografía
Licenciado en Economía por la Universidad de París I Panthéon-Sorbonne y la Escuela Superior de las Ciencias Económicas y Comerciales. En cuanto finalizó sus estudios superiores comenzó trabajando en el mundo de las finanzas como banquero. Años más tarde pasó a ser miembro y asesor del Banco Central de los Estados de África Occidental (BCEAO) en Dakar, Senegal. Seguidamente entró en el gobierno de Malí como independiente, convirtiéndose en ministro de Reconciliación Nacional y Desarrollo del país, junto al político Cheick Ouamar Diarrah.
Posteriormente, tras el Conflicto en el norte de Malí (2012-2013) fue nombrado por el presidente Ibrahim Boubacar Keïta, como nuevo primer ministro de Malí. En abril de 2014 presentó, sin explicar los motivos, su dimisión junto a todo el gobierno. Ibrahim Boubacar nombró a Moussa Mara nuevo primer ministro.